# FC International Curtea de Arges
El FC International Curtea de Arges fue un equipo de fútbol de Rumania que alguna vez jugó en la Liga I, la primera división de fútbol en el país.

## Historia
Fue fundado en el año 2000 en la ciudad de Pitesti del distrito de Arges por el empresario local Ion Lazar con el nombre International Pitesti y debutó en la temporada 2000/01 en la Liga III, y en esa temporada obtuvo el ascenso a la Liga II. El club estuvo en la Liga II por 4 temporadas hasta que vendió los derechos de la franquicia al Astra Ploiesti.
En 2007 Ion Lazar refunda al club con su nombre original en la ciudad de Curtea de Arges tras adquirir los derechos del Vointa Macea en la Liga III, logrando el ascenso a la Liga II en la temporada 2007/08. El 6 de junio de 2009 el club logra el ascenso a la Liga I por primera vez en su historia al terminar en segundo lugar del grupo 2, convirtiéndose en la mejor participación de un equipo de la ciudad de Curtea de Arges en fútbol.
La temporada 2009/10 fue la única temporada del club en la máxima categoría a pesar de haber terminado en la posición 12, dos puntos por encima de la zona de descenso esto porque su propietario Ion Lazar se quedó sin fondos para mantener al equipo en la Liga I, por lo que el Pardurii Targu Jiu mantuvo la categoría.
En la temporada 2010/11 el club jugó en la Liga IV y desapareció al finalizar la temporada.

## Palmarés
- Liga III (2): 2000–01, 2007–08

## Entrenadores

### Entrenadores destacados
| - Octavian Grigore - Ştefan Stoica | - Ionuț Badea - Stelian Badea |